# Rangsan Viwatchaichok
Rangsan Viwatchaichok (Bangkok, 22 gennaio 1979) è un allenatore di calcio ed ex calciatore thailandese, di ruolo centrocampista, tecnico del Muangthong Utd.

## Caratteristiche tecniche
Era un esterno, impiegato soprattutto a destra. Poteva essere schierato anche come terzino destro.

## Carriera

### Giocatore

#### Club
Ha cominciato a giocare al TTM Phichit. Nel 2002 è passato al Krung Thai Bank. Nel 2003 è tornato al TTM Phichit. Nel 2004 viene nuovamente acquistato dal Krung Thai Bank. Nel 2005 si è trasferito al Bangkok Bank. Nel 2006 è stato acquistato dal Geylang United. Nel 2008 è passato al Buriram PEA. Nel 2012 ha firmato un contratto con il BEC Tero Sasana. Nel 2016 si è trasferito al Suphanburi, con cui ha concluso la propria carriera nel 2017.

#### Nazionale
Ha debuttato in Nazionale il 20 luglio 2004, in Iran-Thailandia (3-0). Ha partecipato, con la Nazionale, alla Coppa d'Asia 2004. Ha collezionato in totale, con la maglia della Nazionale, 30 presenze.

### Allenatore
Ha cominciato la propria carriera da allenatore come vice allenatore del Suphanburi. Il 22 novembre 2017 diventa vice allenatore del Police Tero. Nell'aprile 2018 viene nominato allenatore della prima squadra del Police Tero, in sostituzione di Scott Cooper. Al termine della stagione rimane al Police Tero, diventando secondo di Totchtawan Sripan. Il 14 settembre 2018 sostituisce quest'ultimo alla guida del Police Tero.